# Kiğı
Kiğı (armenisch Քղի K‘ghi, kurdisch Gêxi) ist eine Stadt und ein gleichnamiger Landkreis der Provinz Bingöl im Osten der Türkei. Die Stadt liegt 75 km von der Stadt Bingöl entfernt. In der Stadt Kiğı leben viele Aleviten. Die im Stadtsiegel abgebildete Jahreszahl 1926 dürfte auf das Jahr der Erhebung zur (Stadt-)Gemeinde (Belediye/Belde) hinweisen.
Der Landkreis gehört flächen- und auch bevölkerungsmäßig zu den kleinsten in der Provinz. Der Kreis liegt im Nordwesten der Provinz Bingöl, seine Bevölkerungsdichte beträgt mit 10,1 weniger als ein Drittel des Provinzdurchschnitts von 35,2 Einwohnern je km².
Der Landkreis wird im Norden vom Kreis Yedisu, im Südwesten vom Kreis Yayladere, Im Osten vom Kreis Adaklı und im Süden vom zentralen Landkreis (Merkez) begrenzt. Provinzüberschreitende Grenzen hat er zum Kreis Pülümür (Provinz Tunceli) im Nordwesten und zum Kreis Karakoçan (Provinz Elazığ).
Die Kreisstadt Kiğı beherbergt knapp 61 Prozent der Landkreisbevölkerung. Der Rest verteilt sich auf 25 Dörfer (Köy), die im Durchschnitt von 76 Einwohnern bewohnt werden. Nacaklı ist mit 379 Einwohnern das größte Dorf.

## Geschichte
Wie in anderen Gebieten Anatoliens reicht die Geschichte Kiğıs bis in die Zeit der Hethiter zurück. Einige andere Reiche oder Völker, die über Kiğı herrschten, waren die Urartäer, die Meder, die Perser, Alexander der Große, die Seleukiden, die Römer, die Armenier, Byzanz, die Araber, die Aq Qoyunlu, die Seldschuken und die Osmanen.
Der Ursprung des Namens Kiğı ist unbekannt. Der Ort entwickelte sich um die Festung Kiğı, die wohl von den Urartäern errichtet worden war. 1616 wurde die Festung durch ein Erdbeben so stark zerstört, dass der Ort an den heutigen Platz verlegt worden ist. Die Überreste der Festung liegen heute im Dorf Topraklı.
Anfang des 16. Jahrhunderts stand Kiğı unter der Herrschaft der iranischen Safawiden. 1514 schlugen die Osmanen die Safawiden und verleibten sich Ostanatolien ein. Ab 1663 war Kiğı ein Sandschak, das an das Vilâyet Diyarbakır angeschlossen war. 1926 wurde Kiğı Teil von Erzincan und bildete mit weiteren Kreisen 1936 Die Provinz Bingöl. Zwischen 1987 und 1990 verlor Kiğı drei Viertel (77,5 %) seiner ursprünglichen Größe durch Abspaltung der neuen Landkreise Adaklı, Yayladere und Yedisu.

## Bevölkerung

### Bevölkerungsentwicklung des Landkreises
| Volkszählungsergebnisse | 2000  | 1990  | 1985   | 1980   | 1975   | 1970   | 1965   |
| ----------------------- | ----- | ----- | ------ | ------ | ------ | ------ | ------ |
| Landkreis Kiğı          | 6.780 | 6.894 | 48.790 | 54.035 | 58.855 | 52.330 | 47.431 |
| Kreisstadt Kiğı         | 4.684 | 4.544 | 4.091  | 6.267  | 5.598  | 5.083  | 2.242  |

| Volkszählungsergebnisse | 2020  | 2019  | 2018  | 2017  | 2016  | 2015  | 2014  | 2013  | 2012  | 2011  | 2010  | 2009  | 2008  | 2007  |
| ----------------------- | ----- | ----- | ----- | ----- | ----- | ----- | ----- | ----- | ----- | ----- | ----- | ----- | ----- | ----- |
| Landkreis Kiğı          | 4.863 | 4.578 | 5.013 | 5.097 | 4.838 | 4.958 | 5.496 | 5.500 | 4.886 | 5.803 | 5.051 | 4.945 | 5.672 | 5.159 |
| Kreisstadt Kiğı         | 2957  | 2.680 | 2.832 | 3.286 | 2.991 | 3.117 | 3.485 | 3.407 | 3.062 | 4.021 | 3.328 | 3.220 | 3.913 | 3.470 |

Für die Jahre 2001 bis 2006 liegen keine Zahlen vor. Ergebnisse vom Zensus 2011 liegen nur für die Provinzen insgesamt vor.